# Attila (gruppo musicale)
Gli Attila sono un gruppo musicale metalcore di Atlanta, Georgia, formatosi nel 2005.
Hanno inciso sei album; il più famoso è Outlawed che, al momento della sua uscita, ha debuttato nella Billboard 200 alla posizione 87. 
Gli Attila hanno suonato per gli Stati Uniti con band come Hed P.E., Arsonists Get All the Girls, See You Next Tuesday, Emmure e Oceano. La band è stata sotto contratto con la Artery Records dal 2010 a giugno del 2016, finché non hanno firmato con la Sharptone Records.

## Formazione

### Formazione attuale
- Chris "Fronz" Fronzak - voce, batteria
- Chris Linck - chitarra
- Kalan Blehm - basso

### Ex componenti
- Chris Comrie - basso
- Paul Ollinger - basso
- Sam Halcomb - basso
- Matt Booth - chitarra
- Kris Wilson - chitarra
- Nate Salameh - chitarra
- Sean Heenan - batteria
- Bryan McClure - batteria

## Discografia
- 2007 - Fallacy
- 2008 - Soundtrack to a Party
- 2010 - Rage
- 2011 - Outlawed
- 2013 - About That Life
- 2014 - Guilty Pleasure
- 2016 - Chaos
- 2019 - Villain

## Videografia
- 2010 - Rage
- 2011 - Smokeout
- 2011 - Payback
- 2013 - Shots For The Boys
- 2013 - About That Life
- 2014 - Proving Grounds
- 2016 - Bulletproof